# Crionics
Crionics — польская рок-группа, играющая в стилях дэт- и блэк-метал.

## История
Группа сформировалась в январе 1997-го в городе Кракове, Польша. Первоначальный состав был таким: War A.N — вокал, гитара, Yanuary — гитара, Marcotic — бас и Кэрол — барабаны. Цель создателей состояла в том, чтобы играть быстрый и мелодичный метал. Спустя год после того, как группа сформировалась, музыканты сделали запись пяти песен на четырех демках. Этот материал никогда не увидел свет из-за его плохого качества. Спустя приблизительно шесть месяцев группа решила сделать запись «DEMO98» которая включала следующие композиции: «Mystic Past», «Pagan Strength», «Black Warriors», и кавер-версию на Emperor — I Am the Black Wizards. Из-за плохого оборудования материал не был хорош, но группа решила так или иначе продвинуть его. Они отыграли несколько концертов и начали искать музыканта, играющего на клавишных, который бы увеличил их звук. Vac-V стал человеком, который очень скоро привнёс недостающее в их музыку, и она стала казаться более интересной на их концертах.
Во второй половине 1999-го Yanuary вынужден был оставить группу по личным причинам. Позже в том же году CRIONICS нашли Bielmo, который заменил Yanuary. Он также помог сделать запись «Beyond The Blazing Horizon» в домашней студии. В этот материал входило 6 композиций длиной 20 минут.
В конце 2000-го, Кэрол (барабанщик) оставил группу, и после нескольких месяцев поиска замены, CRIONICS нашли Darkside(в 2006 становится барабанщиком Darzamat), который в то время базировал группу Tromsnar. В августе 2001-го группу покинул Bielmo. В начале 2002-го, после небольшого отсутствия CRIONICS отыграли несколько местных концертов. Перед концом лета группа уже написала новый материал и подписала контракт для дебюта их альбома с Empire Records. Материал был записан в Hertz studio в период времени от 12 — 23 августа 2002-го. «Human Error (Ways to Selfdestruction)» — так назывался этот альбом. Он включал в себя 11 композиций. Скоро CRIONICS отправились в свой первый тур вместе с Behemoth, Darkane и Frontside («Here and Beyond Polish Tour») и во время тура пользовались помощью ранее ушедшего из группы Yanuary (Thy Disease, Anal Stench), который временно принял на себя обязанности гитариста.
2003 год принёс концерты и фестивали, где группа продвинула свой альбом. Самым важным событием был фестиваль «Metalmania 2003» в марте с пятитысячной толпой. Хедлайнерами фестиваля были Samael, Marduk, Saxon, Opeth. Также участвовали на «Hell Fest 2003» и «Metal Inferno Fest 2003». В конце 2003-го группа заключила контракт с Candlelight Records. Договор оговаривал работу CRIONICS вне Польши. В начале 2004-го группа была готова к записи нового альбома — «Armageddon’s Evolution». Записи проводились совместно с Lynx studio и Hertz studio. Во время записи альбома группу покинул басист — Marcotic. В октябре 2004-го CRIONICS участвуют в «Blitzkrieg II», поддерживая Vader, Lost soul и Ceti. Новый басист — Destroyer (который также играет в Moloch и Kriegsmacine) присоединился к группе незадолго до тура.
В феврале 2005-го группа участвовала в «The Ultimate Domination Tour 2005» вместе с Decapitated, Hate и Dies Irae.
16 июля 2007-го у группы выходит альбом под названием «Neuthrone» включающий в себя 9 композиций и один бонус-трек.

## Состав группы

### Текущий состав
- Пшемыслав «Quazarre» Ольбрыт — вокал, гитара (2008—2011)
- Дариуш «Yanuary» Стычень — гитара (1997—1999, 2007—2011)
- Рафал «Brovar» Брауэр — бас-гитара (2008—2011)
- Вацлав «Vac-V» Боровец — клавишные (1999—2011)
- Павел «Paul» Ярошевич — ударные (2008—2011)

### Бывшие участники
- Марек «Marcotic» Ковальский — бас-гитара (1997—2004)
- Бартош «Bielmo» Белевич — гитара (1999—2001)
- Мацей «Carol» Земба — ударные (1997—2000)
- Конрад «Destroyer» Рамотовский — бас-гитара, вокал (на живых выступлениях)
- Михал «War-A.N» Скотничий — вокал, гитара (1997—2008)
- Мацей «Darkside» Ковальский — ударные (2001—2008)

## Дискография
| Год      | Название                             | Лейбл                                   |
| -------- | ------------------------------------ | --------------------------------------- |
| 1998 год | DEMO98                               |                                         |
| 2000 год | Beyond The Blazing Horizon           | Demonic Records                         |
| 2002 год | Human Error: Ways To Selfdestruction | Empire Records                          |
| 2004 год | Armageddon’s Evolution               | Empire Records                          |
| 2007 год | Neuthrone                            | Mystic Production / Candlelight Records |
| 2010 год | N.O.I.R.                             | MSR Productions                         |